# Bigfoot (videojuego)
Bigfoot es un videojuego de carreras lanzado en julio de 1990 para el Nintendo Entertainment System. Fue desarrollado por Beam Software y publicado por Acclaim. El juego fue promocionado por el legendario camión monstruo del mismo nombre en The Power Team, el segmento animado del show de televisión de los años 1990 Video Power.
El juego consiste en la realización de carreras de camiones monstruo que incluyen la participación del camión Bigfoot (azul). Los camiones controlados por la computadora son The Growler (verde) y The Charger (amarillo). En partidas de dos jugadores, el camión del segundo jugador es rojo.
El objetivo del juego es superar cada nivel con el mínimo de daño posible. Los niveles consisten en eventos de aplastamiento de autos, pistas de lodo, jalonamiento de tractores y trepada de colinas, con algunos niveles que combinan varios eventos. Tras cada nivel, el jugador debe usar dinero para reparar su camión y aplicarle mejoras.